# جائزة أوروبا الكبرى 1999
جائزة أوروبا الكبرى 1999 (بالألمانية: Großer Preis von Europa 1999)‏ هو سباق فورمولا 1
أقيم بتاريخ 26 سبتمبر 1999 في حلبة نوربورغرينغ، ألمانيا، وأحد سباقات بطولة العالم لسباقات الفورمولا واحد موسم 1999، وكان أول المنطلقين هاينز هارالد فرينتزين.
فاز بالمركز الأول  جوني هربرت، وكان صاحب أسرع لفة ميكا هاكينن.